# Forschungsgeschichte von Urartu
Die Forschungsgeschichte Urartus beschreibt die Schritte, um die Siedlungen, das Leben und die Geschichte des Reiches von Urartu mit seiner Hauptstadt Tuschpa (Tušpa, das heutige Van in der Türkei) am Vansee zu erforschen.

## Forschungsgeschichte

### Erste Forscher in Van
1827, 15 Jahre vor der Erforschung Mesopotamiens in Ninive (1842) und Khorsabad (1843), reiste der 28-jährige Friedrich Eduard Schulz im Auftrag der französischen Société asiatique in das Gebiet Vans.
Angeregt wurde diese „literarische Reise“ durch die Schilderungen Moses von Choren, einem armenischen Geschichtsschreiber des 5. Jahrhunderts, der die Legende der assyrischen Königin Schamiram (Šamiram) niederschrieb, die er wahrscheinlich aus mündlicher Überlieferung kannte. In dieser Legende wird die Anlage einer neuen Stadt „östlich des Salzsees“ und „südlich des Ararat-Tals“ beschrieben. Carl Ritter, ein Geograph, vermutete, dass die Ruinen dieser Stadt östlich des Vansees zu finden seien.
Schulz konnte dies bestätigen. Er fand zahlreiche Inschriften, teils in assyrisch, teils in einer bis dahin unbekannten Sprache verfasst. Durch seine 42 Abklatsche dieser Inschriften und die Beschreibung des Van-Felsens konnten die Ruinen als die Überreste der Stadt Tuschpa (Tušpa) identifiziert werden.

### Erforschung der Kelischin-Stele
Schulz gilt auch als Entdecker der Kel-i-Schin-Stele (Kelišin), eine urartäisch-assyrische Bilingue aus blauem Diorit-Stein, die er auf dem gleichnamigen Bergpass in 2981 Meter Höhe zwischen Oschnaviyeh (Iran) und Rawanduz (Irak), auf iranischer Seite gefunden hatte. Ende 1829 wurde Schulz in der Nähe von Başkale von Kurden ermordet. Teile seiner Aufzeichnungen konnten dem Mörder abgenommen werden, ein Abklatsch der Kelischin-Stele befand sich nicht darunter.
Am 26. Oktober 1838 versuchte der englische Assyriologe, Diplomat und Offizier Sir Henry Creswicke Rawlinson einen Abklatsch der Kelischin-Stele anzufertigen. Eine Kopie war im Winter bei −20 °C und vereister Oberfläche nicht möglich. 1849 reiste er zwar unverrichteter Dinge (und wohlbehalten), jedoch nicht mit leeren Händen nach England zurück. Er übergab dem Britischen Museum in London eine wertvolle Antiquitäten-Sammlung.
Einige Jahre später versuchte der deutsche Gelehrte R. Rosch die Stele im Sommer zu erreichen, er wurde jedoch mit seinen 38 Begleitern bei der Kelischin-Stele überfallen und ermordet.
Charles Texier, der Entdecker von Boğazköy, besuchte 1838 ebenfalls Van. Ihm folgte Ende der 1840er Sir Austen Henry Layard, der Ausgräber von Ninive und Nimrud, welcher die Felsgräber auf dem Burgberg von Van beschrieb und eine Skizze der Argišti-Kammer anfertigte.
Die Berichte über die Entdeckungen von Friedrich Schulz zogen noch weitere Forscher in diese Gegend, die Abklatsche der Inschriften anfertigten, wie der Franzose Deyrolle, dessen Abklatsche heute im Louvre aufbewahrt werden.

### Schatzgräberei und die erste Grabung auf Toprakkale
Dieses europäische Interesse an den Altertümern Vans nutzten die Einwohner Anfang der 1870er Jahre, als sie den frei zugänglichen Kalksteinfelsen Toprakkale („Erdburg“), die Königsresidenz des 7. Jahrhunderts, durchsuchten und ihre Funde an Kunsthändler verkauften. Einige dieser Artefakte kamen in das Britische Museum, was Ausgrabung auf Toprakkale anregte.
Der Engländer Captain Emilius Clayton, britischer Vize-Konsul in Van, der amerikanische Lehrer G. C. Raynolds und der türkische Archäologe Hormuzd Rassam führten in den Jahren 1880/81 auf dem Felsen nordwestlich von Van eine Grabung durch, die aber bald abgebrochen wurde, da die aus Mesopotamien gewohnten Funde ausblieben. Die englische Grabung wurde schlecht und unprofessionell durchgeführt. Das Lehmziegelmauerwerk wurde nicht als solches erkannt und abgegraben. Außerdem war die Grabung teils unbeaufsichtigt, was Fundunterschlagungen sehr wahrscheinlich macht. Die Ergebnisse dieser Grabung erst 70 Jahre später durch Richard David Barnett veröffentlicht. Die Engländer verließen enttäuscht Toprakkale, die Bewohner nutzten die freigelegte Fläche für weiteren Fundraub und nutzten Steine des freigelegten Ḫaldi-Tempels zum Hausbau.

### Erste Keilschriftforschungen
In den 1870ern fertigte Sir Archibald Henry Sayce eine erste systematische Sammlung urartäischer Keilinschriften an. Auf Grund der Fortschritte in der Entzifferung der assyrischen Keilschrift konnte Sayce feststellen, dass die Inschriften in der unbekannten Sprache weder Assyrisch noch eine andere semitische Sprache darstellten. Verschiedene Forscher versuchten die gesammelten Inschriften zu entziffern, darunter François Lenormant 1871 mit Hilfe des Georgischen und Andreas David Mordtmann 1872–1877 mit Hilfe des Armenischen, doch alle scheiterten.
1890/91 arbeitete der deutsche Ingenieur Karl Sester, der die Denkmäler am Nemrut Dağı entdeckt hatte, in Van und sammelte Keilinschriften, die aber bei der Deutschen Orient-Gesellschaft kein größeres Interesse weckten. In seinen Briefen beklagte er sich ständig über die unzureichende Arbeit der Engländer auf Toprakkale.

### Belck und Lehmann-Haupt
Der Chemiker Waldemar Belck begab sich 1891 in die Gegend von Van, wo er die „Inschriftenstele vom Priestersee“ beziehungsweise „Rusa-Stele vom Keşiş Gölü (Priestersee)“ entdeckte. Auf dieser wird der Bau eines Stausees zur Wasserversorgung Tuschpas sowie der neuen Residenz beschrieben. Sie gilt als Gründungsurkunde des jüngeren Regierungszentrums Rusahinili (Stadt des Rusa, gemeint ist der Herrscher Rusa II.). Dieses Zentrum wurde von den Forschern als Toprakkale erkannt, wohin sie dann, angeregt durch diesen Fund, eine „armenische Expedition“ anstrebten.
Diese Expedition wurde für 1893 geplant, konnte aber wegen der türkisch-armenischen Unruhen nicht durchgeführt werden. Rudolf Virchow machte Belck mit Carl Ferdinand Friedrich Lehmann-Haupt bekannt. Unterstützt durch die Rudolf Virchow Stiftung unternahmen beide schließlich 1898/99 die geplante Expedition nach Van und Umgebung. Sie führte sie von Berlin über Warschau nach Odessa an die Küste des Schwarzmeeres. Mit dem Schiff fuhren sie nach Noworossijsk, von wo aus sie nach Tiflis reisten, um über Jerewan und Täbris (Tabrîz) nach Van zu gelangen. Dort errichteten sie ihr Lager, von wo aus sie weitere Expeditionen unternahmen. Schon sechs Tage nach ihrer Ankunft begannen sie mit den Grabungen auf Toprakkale.
Dabei gelangte Belck zu der von Friedrich Schulz entdeckten Kel-i schin-Stele. Diese Expedition musste er aber abbrechen, da ihn zwischen Haek und dem Kelischin-Pass Kurden überfielen, die sein Begleiter Ali Chân aber zurückschlagen konnte. Einige Tage später versuchten es Belck und Lehmann-Haupt gemeinsam. Zwar erreichten sie die Stele, konnten aber wegen der schlechten Wetterverhältnisse keinen Abklatsch anfertigen. Wenig später wurde auf Belck ein weiterer Mordanschlag ausgeführt. Obwohl er heil davonkam, kam es zu einem diplomatischen Problem zwischen dem deutschen Kaiser Wilhelm II. und dem osmanischen Sultan Abdülhamid II. Letzterer zahlte Belck schließlich eine Entschädigung in Höhe von 60.000 Goldmark.
Die Ausgrabungen der beiden waren zwar um einiges besser als die Ausgrabung des Britischen Museums auf Toprakkale, aber auch Belck und Lehmann-Haupt erkannten Lehmziegelmauerwerk nicht als die Mauern von Gebäuden. Daher bezeichneten sie einen Bereich als „Gebiet ohne Bauten“ und gruben dort nicht.
Ihre Funde brachten die Entzifferung der urartäischen Sprache um einiges weiter. Sie waren die letzten westeuropäischen Wissenschaftler, die vor Ausbruch des Ersten Weltkrieges in diesem Gebiet tätig sein konnten, da die russische Besatzung 1915 weitere Ausgrabungen nicht zuließ.

### Zwischen den Weltkriegen
Die Russen Nikolai Jakowlewitsch Marr und Iosif Abgarovich Orbeli gruben während der russischen Besetzung Ostanatolien ab 1916 am Nordhang des Van-Felsens. Sie entdeckten eine vierseitige Stele mit dem Annalen von Sarduri II., welche die Siege Urartus über ihre Nachbarn schildert.
In dieser Zeit konzentrierten sich andere europäische Wissenschaftler auf die Inschriften, die sie nach Europa gebracht hatten, da ihnen der Zugang nach Van verwehrt blieb. Bei weiteren Versuchen, diese zu entziffern, entnahm Albrecht Götze der Kel-i-Schin-Stele die wichtigsten Gleichsetzungen, und Johannes Friedrich erforschte die Grundlagen der Grammatik. Sein erster Abriss besitzt heute noch Gültigkeit.
Der Russe Boris Borisovič Piotrovskij begann 1939 mit Ausgrabungen auf dem Karmir-Blur ("roter Hügel") bei Jerewan, unter dem die Stadt Teišebai URU (Stadt des Wettergottes Teišeba) verborgen liegt. Er fand die Reste einer Zitadelle, Stadtmauer und planmäßig angelegter Wohnblöcke.
1938–1940 wollten die Amerikaner Kirsop Lake und Silva Lake am Van-Felsen durch Grabungen die alten Grabungsresultate und Datierungen überprüfen. Durch Ausbruch des Zweiten Weltkrieges fand ihre Arbeit jedoch ein jähes Ende: die meisten ihrer Funde gingen mit dem von einem deutschen U-Boot torpedierten Schiff Athenia unter. Manfred Korfmann veröffentlichte 1977 die erhaltenen Dokumente und Fotografien. Hans-Volkmar Hermann schilderte den Forschungsstand zu diesem Zeitpunkt so:
„... so stellt sich die Geschichte der Erforschung des alten Zentrums am Van-See als eine Kette von missglückten oder kurzlebigen Unternehmungen dar, angefangen, abgebrochen und vor allem niemals wirklich publiziert.“

### In der Nachkriegszeit
In der Nachkriegszeit waren die archäologischen Forschungen zunächst auf Sowjet-Armenien beschränkt. Armenische Wissenschaftler setzten das Werk von Piotrovskij fort. Die Arbeit  auf dem Karmir-Blur (Teišebai URU) wurden in den 1960ern und 1970ern wieder aufgenommen, ab 1950 wurde Arinberd (Erebuni) ausgegraben. Dabei stellte man fest, dass die Festung im 7. Jahrhundert verlassen und das gesamte Gut nach Teischebai gebracht worden war. In Teišebai URU fanden sich unter anderem Schilde mit Weiheinschriften aus Erebuni. Die Festung wurde also weder durch Brand zerstört noch durch kriegerische Akte vernichtet. Seit 1964 fanden Ausgrabungen in Armawir (Argištihinili) statt, das damals größte administrative Zentrum Transkaukasiens.
Charles Burney begann ab 1956 Geländebegehungen im Van-Gebiet, bei denen er urartäische Festungen, Bewässerungsanlagen und andere Fundstätten entdeckte. Dies gab den Anstoß zu weiterer Forschung in den osttürkischen Provinzen.
1959 begannen die Türken Tahsin Özgüç in Altıntepe bei Erzincan sowie Arif Erzen auf Toprakkale weitere Untersuchungen. Als Özgüç das 1938 bei Bahnbauarbeiten gefundene Kammergrab näher untersuchte, fand er weitere Steingräber mit bronzenem Inventar, was auf reiche Bestattungen schließen lässt. In der Nähe entdeckte er einen Tempel, dessen Wandmalereien denen in Arinberd (Erebuni) ähnlich waren. Erzen fand in den vier Ecken des Ḫaldi-Tempels auf Toprakkale Gründungstafeln aus Bronze sowie silberne und goldene Plättchen. Zudem startete er auch eine Grabung auf der südöstlich von Van gelegenen Burg Sardurihinili (Çavuştepe).
In den späten 1960ern erlangte Wolfram Kleiss vom Deutschen Archäologischen Institut zahlreiche Erkenntnisse über die urartäische Architektur und Keramik. Zum einen fand und vermaß er in weiten Teilen Nordwest-Irans urartäische Fundstellen, zum anderen grub er zusammen mit Stephan Kroll in der Festung Bastam.
1976 wurde die abenteuerbehaftete Kel-i schin-Stele von italienischen Wissenschaftlern erneut aufgesucht. Unter ihnen befand sich der italienische Archäologe Mirjo Salvini. Sie hatten eine Sondergenehmigung, um die Stele für einen Tag zu besuchen und wurden massiv von Militär begleitet.
Die politischen Ereignisse 1978–79, die schließlich zum ersten Golfkrieg führten, verschlossen diese Gegend erneut für die ausländische Archäologie.

### Forschungen nach dem Golfkrieg
- In den letzten Jahren führte Oktan Belli auf türkischem Gebiet Erkundungsreisen durch. Die Erschließung der Nekropolen in der nördlich von Van gelegenen Provinz Erzurum, die Erkundung der Gegend um Van und die systematische Erforschung des Van-Felsens durch Tarhan-Sevin sind ebenfalls Ergebnisse der letzten Zeit.
- 1989 wurde am Ufer des Vansees (35 km nördlich von Van) in Ayanıs eine Festung des 7. Jahrhunderts (eine Gründung von Rusa II.) entdeckt und von Altan Çilingiroğlu gegraben.
- Trotz der Wiederaufnahme der Forschungen sind bis heute von den etwa 300 urartäischen Fundstellen in der Türkei, im Iran, der Armenischen Republik und im Irak wahrscheinlich nur ein Drittel bis die Hälfte wissenschaftlich erfasst[4].

Es werden urartäische Fundstellen, besonders Gräber, von den Anwohnern geplündert. Der Verkauf von urartäischen Artefakten an Europäer und Amerikaner ist lukrativ. Solche Stücke gelangen in den internationalen Kunsthandel, wie es 1971 mit einer Vielzahl von gepunzten Bronzeblechen geschehen ist. Spätere Nachforschungen ergaben, dass Dorfbewohner unweit von Çavuştepe, in Giyimli, südöstlich von Van, beim Steinabbau für eine Moschee Bronzebleche fanden, die sie bei reisenden Händlern für Zucker und Salz in Zahlung gaben. Antiquitätenhändler wurden darauf aufmerksam und fanden über 2000 weitere Bleche, die sie zum Teil an türkische Museen verkauften. Es ist anzunehmen, dass es einen Tempel bei Giyimli gegeben hat.
Die Forschungen über die frühe Eisenzeit im späteren Urartu wurden in den letzten Jahrzehnten sowohl in der Türkei als auch in Armenien intensiviert.